# Bogdan Mizerski

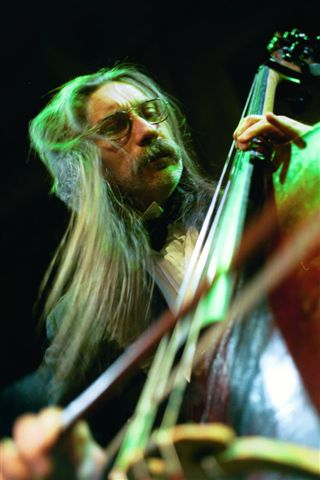
Bogdan Mizerski

Bogdan Mizerski (* 27. März 1955 in Sosnowiec) ist ein polnischer Kontrabassist, Komponist und Schriftsteller.
Mizerski experimentiert mit der Kombination von Kontrabass und Elektronik. Ab 1978 präsentierte er Konzerte mit dem Schriftsteller Tadeusz Sławek, bei denen er gesprochene Texte mit Musik kombinierte (u. a. Eseje na głos i kontrabas). Ab 1980 gab er auch Solokonzerte. Seit Anfang der 1980er Jahre beteiligte er sich an Untergrundkonzerten der Solidarność in Warschau, Danzig und Łódź. 1982 trat er mit dem Gesangs- und Tanzensemble der Schlesischen Universität im Castel Gandolfo vor Papst Johannes Paul II. auf. Später begann er, Musik für Film, Ballett und Theater zu komponieren, beispielsweise für die Compagnie Elizabeth Czerczuk in Paris, das Teatr Witkacego in Zakopane und Zbigniew Waszkielewiczs Teatr IOTA. 1989 spielte er eigene Transkriptionen von Beatles-Songs bei der Beatlemania 1989 in der UdSSR.  
Er arbeitete mit dem amerikanischen Rabbiner Shlomo Carlebach und den Tänzerinnen Iliana Alvarado und Alma Yoray zusammen und kombinierte eigene Kompositionen mit Werken zeitgenössischer polnischer Maler wie Zdzisław Beksiński, Magdalena Abakanowicz, Henryk Waniek, Andrzej Szewczyk, Jerzy Duda-Gracz und Roman Kalarus. Mit Krzysztof Knittel, Mieczysław Litwiński und Tadeusz Sławek bildete er von 1985 bis 1987 die Gruppe Light from Poland. Von 1987 bis 1991 leitete er die Bluesband Blustro. 1995 spielte er die Livemusik zu einer Aufführung des Stummfilms Das Kabinett des Doktor Caligari in Budapest. Mit dem Teatr Witkacego nahm er 1998 am Internationalen Festival für experimentelles Theater in Kairo teil, mit der Compagnie Elisabeth Czerczuk 2000 am Internationalen Theaterfestival Avignon. Er komponierte die Musik für die Outdoor Ton- und Lichtshow der Sechsten Internationalen Pyrotechnik- und Lasershow 1998 in Olsztyn, die vor 300.000 Zuschauern aufgeführt wurde.
Mizerski gab Konzerte in Deutschland, Frankreich, Ägypten, Algerien, Ungarn, Slowakei und Italien. Er nahm an Festivals für zeitgenössische Musik, elektronische und Audio-Kunst, Jazz, Blues und Rock, geistliche Musik und an Theaterfestivals teil und arbeitete mit Multimedia-Künstlern, Jazzmusikern und Improvisationsmusikern zusammen. Seit 2004 arbeitet er im Duo mit Andrzej Karpiński.